# محمد سالاری
محمد سالاری (زاده ۲۰ آبان ۱۳۴۷ سبزوار) فعال سیاسی اصلاح‌طلب و دبیرکل حزب همبستگی ایران اسلامی از مهر ۱۴۰۲ می‌باشد. وی همچنین عضو شورای اسلامی شهر تهران در دوره‌های چهارم و پنجم بوده‌است. وی مسئولیت ریاست کمیسیون شهرسازی و معماری شورای شهر تهران از سال ۱۳۹۲ تا ۱۴۰۰ را به عهده داشت.

## زندگی‌نامه
محمد سالاری از نیمه های دهه هشتاد عضو شورای مرکزی حزب همبستگی ایران اسلامی شد و در سال ۹۴ با برگزاری کنگره حزب به عنوان قائم مقام دبیرکل این حزب و در اوایل سال ۹۹ نیز به عنوان رییس شورای مرکزی و در مهر ماه سال ۱۴۰۲ پس از برگزاری کنگره هفتم با کسب اکثریت آراء اعضای شورای مرکزی حزب به عنوان دبیرکل حزب همبستگی ایران اسلامی انتخاب شد. محمد سالاری همچنین، عضویت در هماهنگی احزاب اصلاح طلب و عضویت در شورای عالی سیاستگذاری اصلاح طلبان، عضویت در جبهه اصلاحات ایران و دبیری کمیته سیاسی شورای هماهنگی را در کارنامه سیاسی خود دارد. وی هم اکنون نیز رییس کمیته برنامه ریزی و راهبردهای جبهه اصلاحات ایران می باشد.
محمد سالاری فعالیت رسانه ای خود را از دهه هفتاد آغاز کرد، او از سال ۸۶ مدیر مسئولی روزنامه اسرار را تا سال ۹۵ به عهده داشت و از سال ۹۵ تا سال ۹۷ نیز مدیر مسئول روزنامه همبستگی بود. 
وی همچنین با عضویت در تعداد قابل تجهی از تشکل های مردم نهاد و سمن ها و نیز به عنوان مشاور سازمان بهزیستی کشور، عضویت در شورای آموزش و پرورش شهر تهران و مسئولیت میز خیرین و فضاهای آموزشی شهر تهران فعالیت های موثری در ساماندهی آسیب های اجتماعی و امور خیریه و نیز توسعه و تجهیز فضاهای آموزشی انجام داده است. 

## فعالیت های سیاسی و رسانه ای
- رییس شورای مرکزی حزب همبستگی ایران اسلامی
- عضو شورای عالی حزب همبستگی ایران اسلامی
- قائم مقام دبیرکل حزب همبستگی ایران اسلامی
- عضو شورای هماهنگی جبهه اصلاحات
- عضو شورای عالی اصلا ح طلبان کشور
- مدیر مسئول روزنامه سراسری همبستگی [۵]
- مدیر مسئول روزنامه سراسری اسرار [۶]
- صاحب امتیاز و مدیر مسئول روزنامه سراسری روایت روز
- دبیر شورای سیاست گذاری روزنامه همبستگی
- عضو انجمن مدیران مسئول روزنامه های غیر دولتی کشور

## فعالیت های اجتماعی و مدیریت شهری
- عضو شورای اسلامی شهر تهران [۷]
- رییس کمیسیون شهرسازی و معماری شورای اسلامی شهر تهران [۸]
- عضو کمیته مدیریت شهری دبیرخانه مجمع تشخیص مصلحت نظام [۹]
- رئیس کمیسیون تجدید نظر تشخیص باغات شهر تهران [۱۰]
- نماینده شورای اسلامی شهر تهران در شورای عالی شهرسازی و معماری ایران [۱۱]
- نماینده شورای اسلامی شهر تهران در کمیسیون ماده ۵ شهر تهران [۱۲]
- نماینده شورای اسلامی شهر تهران در کمیسیو ن های ماده ۱۰۰ شهرداری تهران
- عضو شورای آموزش و پرورش شهر تهران
- رییس میز خیرین و فضاهای آموزشی شورای شهر تهران [۱۳]
- رییس مجمع مشورتی روسای کمیسیون های شهرسازی و معماری شوراهای اسلامی کلانشهرها و مراکز استان ها
- رئیس هیات نظارت چهارمین دوره انتخابات شورایاری های محلات شهر تهران [۱۴]
- عضو سابق هیات مدیره جامعه نیکوکاران مسکن ساز سازمان بهزیستی استان تهران
- عضو هیات مدیره اسبق بهزیست بنیاد (کل موقوفات سازمان بهزیستی کشور) [۳]
- عضو هیات موسس و مدیرعامل موسسه مردمی و خیریه حمایت از محرومان و آسیب پذیران بهزیستی [۳]
- عضو هیات امناء و نایب رئیس هیات مدیره خانه سبزوار [۳]
- عضو هیات مدیره انجمن اتیسم
- عضو سابق هیات مدیره فدراسیون بین المللی کشتی با چوخه استان تهران

## تالیفات
کتاب «حق به شهر؛ حقوق سیاسی و مدنی در شهر/ گمشده شهرهای ایران» - انتشارات پرهام نقش
کتاب «زیست شبانه و سرزندگی شهری با تاکید بر شهر تهران» 
کتاب «سیری بر الگوهای نظام برنامه ریزی شهری با تاکید بر طرح های توسعه شهری تهران» 
کتاب «تحلیل وضعیت شهر تهران(چالش‌ها- فرصت‌ها) و رویکردها و اولویت‌های پیشنهادی» 
کتاب«نگاهی بر یک دوره فعالیت در شورای چهارم تهران ، کمیسیون شهرسازی و معماری‌»
کتاب «مدیریت رفتار سازمانی پیشرفته»
کتاب «نوشته هایم برای شهر » 
کتاب «گفته هایم از شهر »
کتاب« نگاهی بر عملکرد هیات نظارت چهارمین دوره انتخابات شورایاری های محلات شهر تهران» 